# Edward Gaming
Edward Gaming (en chinois : EDG电子竞技俱乐部), anciennement stylisé EDward Gaming, est une équipe d'esport chinoise créé le 13 septembre 2013 à Guangzhou. L'équipe est maintenant basée à Shanghai. Edward Gaming est principalement connu pour son histoire sur League of Legends, où ils ont été champions du monde en 2021 ainsi que son récent succès sur Valorant, où ils ont été champions du monde en 2024. Dans ces deux esports, Edward Gaming joue dans la plus haute division chinoise possible, en LPL sur League of Legends et en VCT CN sur Valorant. L'équipe possède également des équipes sur Arena of Valor et CrossFire.

## Histoire
EDward Gaming est fondé le 13 septembre 2013 par trois amis, Huang "SanShao" Cheng, "BingGui" et Zhu "AiDeZhu" Yihang, également désigné par son nom anglais Edward. Les deux premiers sont chargés de la gestion du club et du recrutement, tandis que le dernier est la source principale des financements de l'équipe. Son nom anglais, Edward, est à l'origine du nom de l'équipe. Edward Zhu est le fils aîné de Zhu Mengyi, fondateur et ancien président de l'entreprise d'immobilier Hopson Development. Edward Zhu lui-même possède des parts dans diverses entreprises dans l'énergie et le divertissement. Inspirés par le récent succès continental du club de football de leur ville, le Guangzhou Evergrande, leur ambition est de devenir la meilleure équipe d'esport du pays.
Leurs premiers pas s'effectuent sur League of Legends  en 2014 où ils rejoignent la première division chinoise, la LPL. Ils remplacent les LMQ, partis en Amérique du Nord. EDward Gaming s'impose très vite comme un leader de la scène chinoise en raison de ses succès et de sa régularité au haut niveau. L'équipe s'essaye ensuite sur d'autres jeux, notamment sur Counter-Strike: Global Offensive, Heroes of the Storm et Hearthstone.
En 2018, EDward Gaming fait partie des 14 équipes franchisées sélectionnées de la LPL. Le 4 mai 2018, Edward Gaming annonce être parvenu à réaliser une levée de fonds à hauteur de 100 000 000¥ (soit 13 143 786€ selon le taux de conversion.)
L'équipe continue d'entrer sur de nouveaux esports, notamment sur jeux mobiles : Arena of Valor, League of Legends: Wild Rift et Clash Royale. Mais également sur de nouveaux jeux PC tels que CrossFire, Rocket League puis Valorant. Sur ce dernier titre, EDG parviendra à se hisser en tant que fer de lance et équipe la plus populaire de la région.
Le 11 décembre 2023, Edward Gaming fait partie des 10 équipes franchisées sélectionnées pour le VCT CN, la nouvelle ligue franchisée de la Chine sur Valorant.

## League of Legends

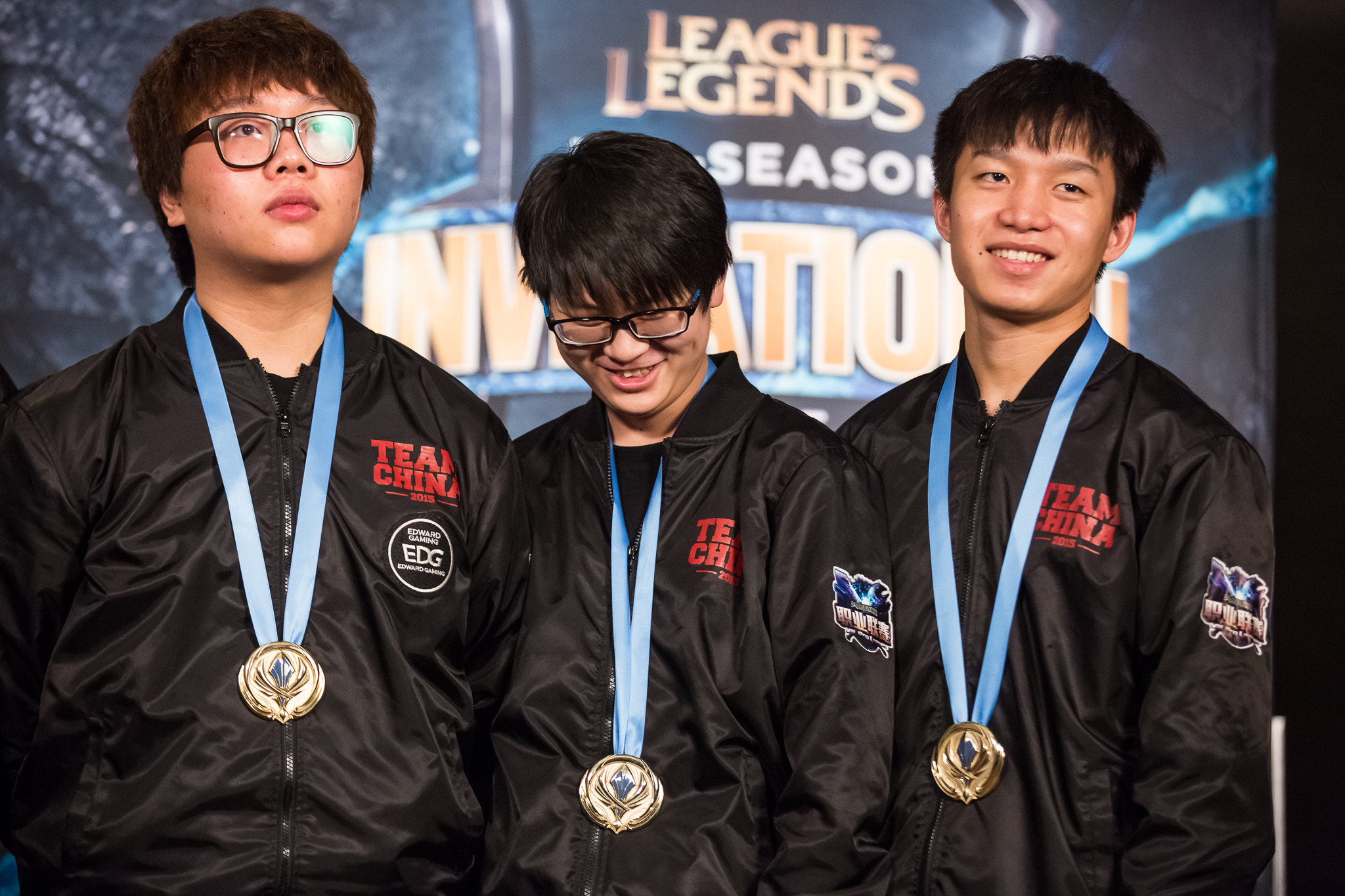
Joueurs de l'équipe Edward Gaming vainqueur du MSI en 2015.

### Succès immédiats mais malédiction internationale (2014-2018)

#### Saison 2014
Les débuts d'EDward Gaming commence avec l'achat d'une place en League of Legends Pro League (ou LPL). Ils reprennent la place de l'équipe chinoise LMQ, parti jouer en LCS, en le championnat nord-américain. La première recrue du club est le jungler de Team WE, Ming "Clearlove" Kai, autour duquel SanShao, chargé du recrutement, construit son effectif. L'équipe rencontre un succès immédiat, en gagnant le titre sur les 2 saisons de l'année et en sécurisant une tête de série aux championnats du monde. Cependant, l'équipe connaît une baisse de régime et finit 2ème de son groupe, à égalité avec les Taïwannais d'ahq eSport Club. Opposés à leurs compatriotes du Star Horn Royal Club, l'équipe perd 2-3 et sort en quarts-de-finale après une année quasi parfaite.

#### Saison 2015
Pour 2015, l'équipe recrute deux joueurs coréens : le midlaner Heo "PaWn" Won-seok, tout juste champion du monde avec Samsung White et Kim "Deft" Hyuk-kyu, demi-finaliste avec Samsung Blue. Ils recrutent également leur futur joueur emblématique, le support Tian "Meiko" Ye. Là encore, l'équipe domine son début de saison avec un troisième titre consécutif, ce qui leur vaut de participer à la nouvelle compétition internationale de Riot Games, le Mid-Season Invitational. Qualifié sans souci pour les play-offs, l'équipe bat l'ahq eSport Club avant de vaincre SK Telecom T1 en finale 3-2. Il s'agit du premier titre international sur le circuit officiel de la Chine. Au segment estival, l'équipe trébuche pour la première fois à l'échelle locale et finit troisième du championnat, mais se qualifie aux championnats du monde. L'équipe chute encore en quarts-de-finale, cette fois-ci contre Fnatic sur le score de 0-3.

#### Saison 2016
Avec un effectif quasi-inchangé par rapport à 2015, EDward Gaming termine vice-champion du segment printanier (et ne peut donc défendre son titre au MSI 2016, seul le vainqueur du championnat étant qualifié) et champion du segment estival. Pour la troisième fois consécutive, l'équipe s'arrête en quarts-de-finale des championnats du monde, battus par les coréens de ROX Tigers.

#### Saison 2017
En 2017, l'équipe subit des changements. Deft et PaWn rentrent en Corée du Sud et ce dernier est remplacé par un jeune joueur prometteur qui a déjà joué des matchs en 2016, Lee "Scout" Ye-chan, qui devient le titulaire. L'équipe finit 3ème du segment printanier, mais comme l'année dernière, elle remporte le segment estival ce qui la qualifie directement aux championnats du monde. Cette fois-ci pas de nouvel échec en quarts-de-finale, EDward Gaming étant éliminé dès les phases de poules par SK Telecom T1 et Cloud9.

#### Saison 2018
L'année 2018 est plus compliquée, terminant vice-champion du segment printanier, mais ne finissant que 5-6e du segment estival. EDG parvient à sécuriser sa place aux championnats du monde grâce au tournoi de qualification chinois, qu'il remporte. Pour la quatrième fois, l'équipe est éliminé en quarts-de-finale, battus 1-3 de nouveau par Fnatic.
Ces échecs répétés successifs en quarts-de-finale vaut à Edward Gaming sa réputation d'être une équipe « maudite ».

### Déclin des résultats (2019-2020)
EDward Gaming connaît un déclin de ses résultats en 2019, finissant 5e au segment printanier et 5-6e au segment estival. À la fin de la saison, le joueur historique du club, Clearlove, qui a déjà perdu sa place de titulaire durant l'été au profit de Zhao "Jiejie" Li-Jie, cesse sa carrière de joueur et devient entraîneur pour le club. La saison 2020 est encore plus terrible, avec une 5-6e place au segment printanier et surtout une 10e place en saison régulière du segment estival. C'est le pire classement de l'histoire du club qui vaudra à l'équipe de ne pas pouvoir disputer les play-offs, une première depuis son arrivée en LPL.

### Fin de la malédiction et sacre, puis nouveau déclin (2021-)

#### Saison 2021
En 2021, le club recrute le toplaner Li "Flandre" Xuanjun et le botlaner coréen Park "Viper" Do-hyeon, considéré comme l'un des meilleurs joueurs à son poste. Ils complètent l'ossature composé de Jiejie, Scout et Meiko. L'équipe retrouve les play-offs et le podium, mais doit se contenter de la 3e place au segment printanier. Au segment estival, EDward Gaming parvient à battre les favoris FunPlus Phoenix 3-1 et s'adjuge un nouveau titre en LPL. Cette victoire signe son retour sur la scène internationale et aux championnats du monde, trois ans après sa dernière apparition. L'équipe de Shanghai sort des groupes sans difficulté à la 2e place, mais n'est pas considéré comme un favori, notamment en raison de sa malédiction historique en quarts-de-finale. Cependant, EDG parvient pour la première fois à la briser en gagnant au forceps face à Royale Never Give Up sur le score de 3-2. Dans le dernier carré de la compétition, EDG est alors le dernier représentant chinois face à 3 équipes coréennes. Il domine d'abord Gen.G en demi-finale 3-2. Puis EDG se retrouve face à DWG KIA en finale, tenant du titre et en lice pour un doublé. Les Chinois ne partent pas favoris, tant DWG KIA domine son sujet depuis 1 an et demi, certains considérant la demi-finale entre DWG KIA et T1 comme la finale avant l'heure. Cependant, EDG parvient à prendre l'avantage face aux Coréens, avant de gagner la dernière manche pour une victoire inattendue 3-2,. La malédiction brisée, EDward Gaming confirme enfin son statut de mastodonte de l'esport chinois avec ce premier titre de champion du monde. Signe de popularité de l'équipe, de nombreux fans chinois, restés éveillés tard pour assister au match, célèbrent dans les rues. Le fondateur et président du club Edward Zhu aurait également offert une maison à Guangzhou à chacun des cinq membres de l'équipe victorieuse. Scout, présent au pays depuis 2016, se voit également offrir le statut de résident permanent de LPL, lui permettant de ne plus être compté comme un joueur étranger, une rareté dans ce championnat.

#### Saison 2022
À la suite de son partenariat avec la marque automobile Hycan, la section League of Legends du club est désormais connue sous le nom d'Edward Gaming Hycan, retirant son D majuscule du nom. L'année 2022 se révèle plus compliquée. Finissant 7-8e du segment printanier et 3e du segment estival, Edward Gaming valide son ticket pour les championnats du monde de League of Legends 2022 en remportant le tournoi de qualification régional. Tenants du titre, les champions du monde chinois retombent dans leurs travers historiques et s'inclinent pour la 5e fois de leur histoire en quarts-de-finale face à DRX, après avoir pourtant mené deux parties à zéro.

#### Saison 2023
Edward Gaming modifie alors profondément son effectif, laissant partir trois champions du monde : Flandre, Scout et Viper. Ils sont remplacés par Hu "Ale" Jiale, Chu "FoFo" Chun-lan et le rookie Hu "Leave" Hongchao. L'effectif, qui paraît moins fort sur le papier, termine à une très encourageante 3e place au printemps. Cependant, Leave, élu meilleur rookie du printemps et étoile montante de l'équipe, se retrouve empêtré dans des scandales extra-sportifs. Il est révélé qu'il critiquait ses propres coéquipiers sur un compte secret et qu'il a payé pour avoir recours à la prostitution, pratique interdite en Chine. Mis sur le banc, c'est d'abord le botlaner de l'académie Kang "Thesnake" Guang qui le remplace, avant d'être remplacé par Jian "Uzi" Zihao, considéré comme le plus grand joueur chinois de l'histoire du jeu, mais souffrant de problèmes physiques et d'anxiété depuis 2019. Cette situation instable fait que l'équipe termine 5-6e du segment estival et 3e du tournoi de qualification aux championnats du monde 2023, insuffisant pour s'y qualifier.

#### Saison 2024
En 2024, Meiko, présent au club depuis 9 ans quitte le club. Malgré le retour de Leave en tant que titulaire, l'équipe se perd et finit avant-dernier du championnat au printemps, le pire résultat de son histoire. Dans une équipe instable qui multiplie les changements de joueurs et les remplacements, l'été ne se passe pas mieux, Edward Gaming étant l'une des 4 premières équipes éliminées dans le nouveau format de la LPL. À la fin de la saison, le dernier champion du monde restant de 2021, Jiejie, quitte le club à son tour.

### Effectif
| Nat. | Pseudo  | Nom         | Rôle     | Date d'entrée    |
| ---- | ------- | ----------- | -------- | ---------------- |
|      | Zdz     | Zhu Dezhang | Toplaner | 12 décembre 2024 |
|      | Xiaohao | Peng Hao    | Jungler  | 12 décembre 2024 |
|      | Angel   | Xiang Tao   | Midlaner | 12 décembre 2024 |
|      | Assum   | Zou Wei     | Assum    | 12 décembre 2024 |
|      | Wink    | Zhang Rui   | Support  | 21 mai 2024      |

|  | Clearlove | Ming Kai      | Coach           | 20 décembre 2023 |
|  | Mni       | Peng Fang     | Coach assistant | 1er juin 2022    |
|  | Mingzai   | Liu Ming      | Coach assistant | 28 janvier 2024  |
|  | Liet      | Liu Zhengyang | Analyste        | 28 janvier 2024  |

## Valorant

### Pré-franchise
Edward Gaming rentre sur la scène Valorant chinoise très tôt, dès mi-2020. Cependant, là où le reste du monde a déjà accès à la version complète du jeu, la Chine n'a toujours pas donné son accord pour publier le jeu, ce qui bloque le lancement de Valorant dans l'empire du milieu. Malgré un blocage qui dure, des compétitions chinoises, organisées sur le serveur de Hong Kong, ont lieu. Edward Gaming ne se distingue pas particulièrement en 2020 et en 2021. Mais une arrivée pour 2022 change tout : celle de Zheng "ZmjjKK" Yongkang.
Initialement remplaçant, le duelliste chinois fait forte impression et permet à EDG de franchir un cap. Au FGC Valorant Invitational, le plus haut niveau de compétition local en l'absence de circuit officiel, EDG finit deuxième du premier tournoi organisé de l'année, avant de gagner les trois suivants. Cependant l'équipe ne peut se mesurer aux autres équipes internationales, en l'absence de date de sortie en Chine et d'intégration au circuit officiel. Mais Riot Games finit par intégrer la Chine dans son tournoi de la dernière chance est-asiatique pour les championnats du monde 2022. EDG a alors l'opportunité de mesurer sa force aux meilleurs équipes coréennes et japonaises pour un ticket qualificatif. L'équipe chinoise domine son sujet et se qualifie sans concéder la moindre carte. Très attendus aux Champions 2022 à Istanbul, l'équipe montre de bonnes choses, mais doit s'incliner face à l'expérience de Paper Rex, finalistes du dernier Masters et de Team Liquid.

### Progrès et consécration

#### Saison 2023
En 2023, bien que la Chine ne soit toujours pas intégrée aux circuits officiels et est l'un des seuls pays au monde à ne pas être inclus dans les nouvelles ligues franchisées continentales du VCT, la région a désormais des qualifications directes pour les événements internationaux, toujours via les FGC Valorant Invitational. La quasi-domination locale d'Edward Gaming leur permet de se qualifier à tous les événements internationaux de l'année. Bien qu'ils ne soient pas en mesures de postuler comme de prétendants sérieux au sacre, l'équipe progresse dans ses résultats, comme l'atteste leur 5-6e place aux Masters à Tokyo et aux Champions à Los Angeles. ZmjjKK, couramment appelé Kang Kang, s'affirme comme le meilleur joueur chinois et l'un des meilleurs joueurs de la planète.

#### Saison 2024
En 2024, Valorant est enfin approuvé pour être distribué en Chine et la ligue franchisée chinoise, le VCT CN est créé. Naturellement, Edward Gaming fait partie des 10 équipes sélectionnées et comme lors des FGC Valorant Invitational, Edward Gaming ne laisse aucune place aux autres et commence son année en remportant le tournoi de lancement. Aux Masters Madrid, l'équipe ne parvient pas à briser son plafond de verre, éliminé de nouveau à la 5-6e place. Lors de la première partie de saison régulière, Edward Gaming surnage encore et se qualifie pour les Masters de Shanghai, à domicile. Cependant rien ne se passe comme prévu, Edward Gaming est complètement perdu et est éliminé dès le premier tour de son Masters. L'équipe alors en proie au doute, commence à vaciller et à concéder des défaites dans son championnat également. Le club change alors son effectif pour la première fois depuis fin 2022, l'entraîneur Lo "AfteR" Wen-hsin est mis sur le banc, remplacé par son assistant Tang "Muggle" Shijun. Le joueur Taïwanais Hsieh "S1Mon" Meng-hsun remplace Guo "Haodong", qui devient coach assistant. Les changements permettent à l'équipe de se stabiliser et d'assurer une place aux championnats du monde à Séoul.
Aux Champions 2024, Edward Gaming s'incline d'entrée face à G2 Esports, mais se reprend en éliminant successivement FUT Esports et Paper Rex pour s'assurer une place en play-offs. Ils rencontrent d'abord leur rivaux chinois de Trace Esports, qu'ils expédiront sans problème dans l'arbre des perdants. EDG renverse ensuite Sentinels en demi-finale des gagnants et permet à la Chine d'assurer le premier podium de son histoire dans une compétition internationale. Victorieux de l'équipe argentine de Leviatán en finale des gagnants, EDG composte son ticket pour la grande finale. Opposé à Team Heretics, la finale est haletante mais Edward Gaming tient le bon bout en menant 11-4 sur la dernière carte, à 2 points du sacre. Cependant Heretics commence à remonter son retard et revient à 11-9, en situation économique favorable pour revenir à 11-10. Sous-armé, ZmjjKK tue 4 membres de l'équipe d'Heretics et permet à EDG de décrocher la balle de match dans un round qui semblait perdu d'avance. Les chinois terminent le travail et deviennent champion du monde, ramenant à la Chine son premier titre de champion du monde sur le jeu, dès la première année du circuit officiel chinois.
Ce succès permet à Edward Gaming d'assurer son statut d'équipe phare sur Valorant. Notamment, le pack de cosmétiques aux couleurs de l'équipe sur le jeu rencontre un énorme succès. 74 000 exemplaires ont été vendus quatre heures après sa sortie. Il est révélé plus tard que son pack a été le plus vendu de toutes les équipes franchisées du VCT, notamment grâce à une publicité en première page de l'accueil du jeu, à la suite de sa victoire aux championnats du monde.

### Section Game Changers
Le 12 juin 2023, Edward Gaming annonce l'ouverture de sa section Game Changers (circuit réservé aux femmes et aux autres genres marginalisés) sur Valorant : Chao Hui Edward Gaming (en chinois : 超会EDG). L'équipe est principalement composée de joueurs taïwanaises de l'équipe amateure Oxyg3niOus, qui a fini demi-finaliste du tournoi qualificatif est-asiatique pour le championnat Game Changers en 2022. L'équipe finit deuxième des qualifications chinoises, validant sa place pour le tournoi qualificatif est-asiatique 2023. Edward Gaming l'emporte et a le droit de disputer les championnats du monde Game Changers, à São Paulo. Cependant, l'une de ses meilleures joueuses, la chinoise "Lizhi", doit déclarer forfait, une opération récente l'empêchant de prendre l'avion pendant plusieurs mois. Combiné à leur manque d'expérience internationale, l'équipe est éliminée d'entrée par Shopify Rebellion et KRÜ Esports. Edward Gaming ne renouvelle pas l'expérience en 2024, les joueuses quittant progressivement le club, pour rejoindre d'autres équipes féminines ou faire du streaming.

### Effectif
| Nat. | Pseudo  | Nom             | Rôle           | Date d'entrée    |
| ---- | ------- | --------------- | -------------- | ---------------- |
|      | CHICHOO | Wan Shunzhi     | Joueur         | 1er mai 2021     |
|      | nobody  | Wang Senxu      | In-game leader | 7 septembre 2021 |
|      | ZmjjKK  | Zheng Yongkang  | Joueur         | 9 septembre 2021 |
|      | Smoggy  | Zhang Zhao      | Joueur         | 17 juin 2022     |
|      | S1Mon   | Hsieh Meng-hsun | Joueur         | 25 juin 2024     |
|      | WoodAy1 | Lin Weihong     | Remplaçant     | 15 juin 2024     |

|  | Muggle  | Tang Shijun | Coach           | 1er mai 2023     |
|  | Century | Liu Shiji   | Coach assistant | 19 novembre 2024 |

## Palmarès
- Vainqueur du Championnat du monde de League of Legends 2021.
- Vainqueur du Mid-Season Invitational 2015.
- Six fois vainqueur de la League of Legends Pro League (LPL) : printemps 2014, été 2014, printemps 2015, été 2016, été 2017, été 2021.